# Nyakas-hegy
A Nyakas-hegy vagy Nyakas-tető a Gerecse-hegység egyik legkeletibb, hozzávetőlegesen észak-déli irányban húzódó vonulata Pest vármegye nyugati szélén. A Zsámbéki-medence, illetve a medence legfontosabb vízfolyásának számító Békás-patak nyugati vízválasztója; a nyugati lejtőire hulló vizek már Komárom-Esztergom vármegyei patakokat (Bajna-Epöli-vízfolyás, Vörös-hegyi-patak) táplálnak. Hegytömbje Zsámbékot nyugati irányból szinte körbeveszi, vonulata Tököt is érintve egészen Perbálig húzódik, hatszáz hektár kiterjedéssel.
Fő tömegét szarmata mészkő alkotja, amire a lejtőkön és az alacsonyabban fekvő hegylábakon helyenként vastag rétegben lösz rakódott. Kiterjedésének nagy része Natura 2000-es terület, ennek hivatalos neve Nyakas-tető szarmata vonulat. A területen több mint száz madárfajt figyeltek meg és 300-nál több növényfaj előfordulását igazolták; előbbiek és utóbbiak között is számos védett és fokozottan védett faj szerepel. Védendő növényvilágát sajnos komolyan veszélyezteti a tájidegen feketefenyő és bálványfa terjedése.

## Élőhelytípusai
A hegy délies kitettségű lejtőin, a meszes sziklák felszínén és kőzettörmelékén pannon sziklagyepek alakultak ki, melyek mikroklímája szélsőséges, jelentős napi és szezonális hőingással, hiszen a levegő és a talajfelszín nyáron gyorsan felforrósodik is kiszárad, éjszaka viszont alaposan lehűl. A gyepek és az erdős területek közötti átmeneti sávokban, fennsíkokon szubpannon sztyeppék alakulnak ki, majd a szukcesszió során pannon cseres–tölgyesek jönnek létre, jellemzően csertölgy és kocsánytalan tölgy alkotta erdőállományokkal. A sziklás hegyoldalakon elszórtan gazdag cserjeállományú pannon molyhos tölgyesek, karsztbokorerdők is kialakulnak.

## Élővilága

### Növénytani értékei
A hegy területén számba vett növényfajok száma mintegy háromszáz, amelyek többféle jellegzetes növénytársulást alkotva fordulnak itt elő.
A pannon sziklagyepek jellemző növényfajai a törpe nőszirom (Iris pumila), a vetővirág (Sternbergia colchiciflora), a naprózsa (Fumana procumbens), a nagy pacsirtafű (Polygala major), az ezüstvirág (Paronychia cephalotes) és a hegyi ternye (Alyssum montanum). A szubpannon sztyeppterületek jellegadó fajai közé tartoznak a koloncos legyezőfű (Filipendula vulgaris), a kunkorgó árvalányhaj (Stipa capillata), a poloskaszagú kosbor (Orchis coriophora), a tavaszi hérics (Adonis vernalis), a fürtös homokliliom (Anthericum liliago), a tarka nádtippan (Calamagrostis varia), valamint a hegyi árvalányhaj (Stipa joannis).
A cseres-tölgyesekben tömeges gyepalkotó az egyvirágú gyöngyperje (Melica uniflora) és az illatos ibolya (Viola odorata) az aljnövényzet tavaszi virágszőnyegében a hóvirág (Galanthus nivalis), keltikék (Corydalis spp.) és a salátaboglárka (Ficaria verna) a meghatározók, nyáron pedig a nagyezerjófű (Dictamnus albus), a ritka bíboros kosbor (Orchis purpurea) és a fokozottan védett Borbás-kerep (Lotus borbasii) díszíti az itteni erdőket. A karsztbokorerdőkben a molyhos tölgy mellett a pukkanó dudafürt (Colutea arborescens), a helyenként tömegessé váló parlagi rózsa (Rosa gallica), a közönséges boróka (Juniperus communis), a sárga cserszömörce (Cotinus coggygria) és a húsos som (Cornus mas) egyedei alkotják a cserjeállományt; az aljnövényzetben jellemző fajok a kardos peremizs (Inula ensifolia), a hegyi gamandor (Teucrium montanum) és a karcsú fényperje (Koeleria cristata).
Sajnos a feketefenyő és újabban a bálványfa terjedése egyre inkább veszélyezteti az itt előforduló, védendő, őshonos növénytársulásokat. a feketefenyő eredetileg szándékosan lett ide telepítve az 1920-as években, erózió elleni védelem céljából, elsősorban a hegy peremein, de a magtermő egyedek újulata jól érzi itt magát és spontán is terjed, beerdősüléssel fenyegetve a gyepeket és sztyeppréteket. A bálványfa, mint agresszív gyomfa magszórással és gyökérsarjakról újulva is képes terjedni, fenyegetve a már kialakult természetes életközösségeket és a biológiai sokféleség fennmaradásához szükséges feltételeket.

### Állattani értékei
A Nyakas-tetőn főleg a szárazságkedvelő állatfajok gyakoriak. A gerinctelen fajok közül kifejezetten fajgazdag az itteni lepkefauna; a tarkalepkék számos faja megfigyelhető itt, gyakran előfordul a tüzes tarkalepke (Melitaea didyma) és a kardoslepke (Iphiclides podalirius) is, bár a növényvédő szerek használata miatt az állományuk megritkult a korábbi időszakhoz  képest. Éjszakai lepkék közül is sok faj él itt: szenderek, bagoly- és medvelepkék, araszolók, csüngőlepkék és pávaszemek is előfordulnak a területen, elsősorban a tölgyes erdőkben. A Nyakas pókfaunájának különlegessége az óriás-keresztespók (Araneus grossus), amely 2,5 cm-es testszélességével Kárpát-medence legnagyobb pókféléje. Kétéltűek közül a száraz élőhelyek miatt csak kevés faj fordul itt elő, főleg zöld varangyok (Bufotes viridis) és zöld levelibékák (Hyla arborea); a hüllők viszont nagy faj- és egyedszámban élnek a hegyvonulat gyepeiben; leggyakoribb fajuk a zöld gyík (Lacerta viridis). A területen megfigyelt madárfajok száma mintegy százra tehető.

## Kultúrtörténete
A hegytömb jól faragható mészkövét a 20. század közepéig bányászták, az itt kitermelt építőköveket sok zsámbéki és környékbeli épülethez használták, de még a Budapestre is szállítottak belőle. Lejtőin a sváb lakosság már a 18. századtól meghonosította a szőlőtermesztést és bortermelést a második világháborút követő kitelepítés után azokban a korábbi szőlőskertek és gyümölcsösök nagy része elvadult vagy kipusztult. A szőlőtermesztés és a bortermelés valamikori kiterjedtségére a Zsámbékon és Tökön is megtalálható, részben már romos régi présházak és pincék nagy száma alapján lehet következtetni.
A Nyakas-tetőtől délnyugatra a 20. század második felében légvédelmi bázis működött, amit 1990 után légvédelmi múzeummá alakítottak, illetve egy színházi bázis is létrejött ugyanott. A múzeum 2015-ben megszűnt, a Zsámbéki Színházi Bázis azonban működik.
A Nyakas-hegyről vette a nevét a Zsámbéki-medence és az Etyek–Budai borvidék egyik legjelentősebb borászati üzeme, a töki Nyakas Pince.

## Turizmus
A Nyakas-tető vonulatát néhány jelzett turistaút, illetve több teljesítménytúra is érinti. Ugyancsak felkapaszkodik a tetőre a Premontrei Női Kanonokrend által 2011-ben létesített, a kirándulókat huszonöt kisebb és négy nagyobb táblával informáló Szent Norbert-tanösvény, amely alapos tájékoztatást ad a Nyakas földtani, állat- és növénytani érdekességeiről is.